# Калининский (Казань)
Калининский — посёлок (жилой массив) с малоэтажной застройкой в составе Казани.

## Территориальное расположение, границы

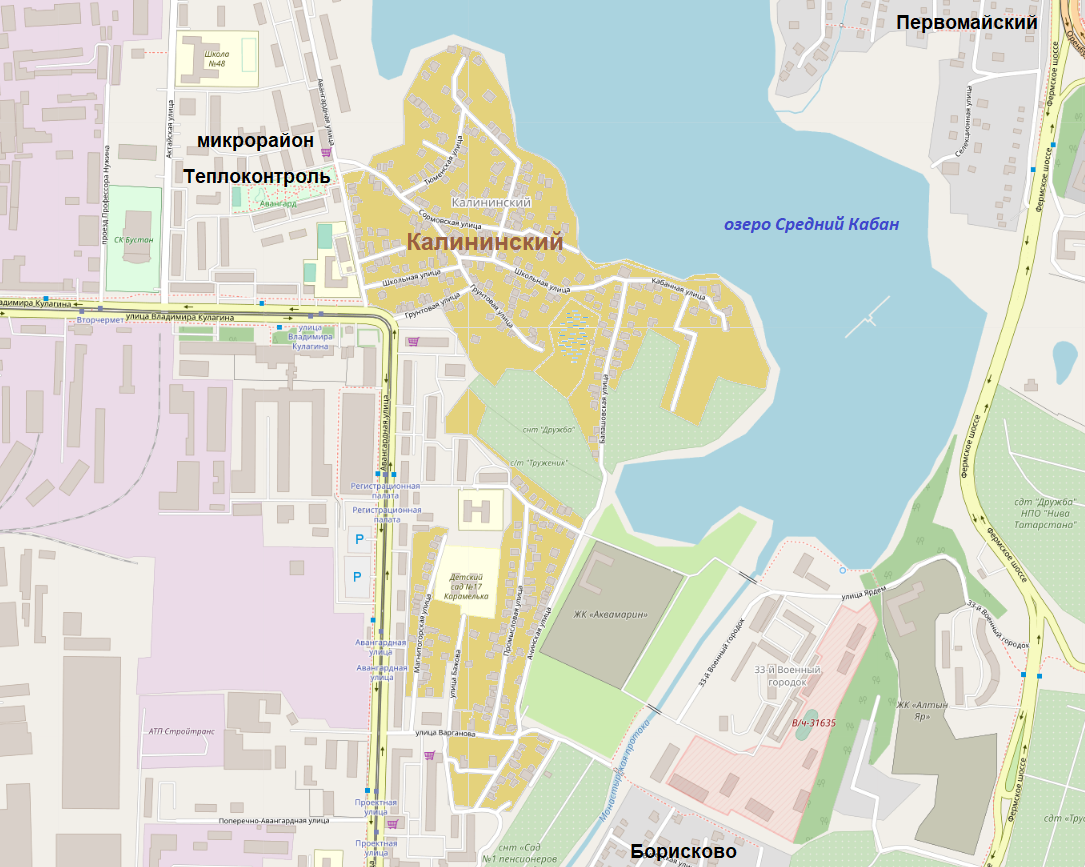
Карта посёлка Калининский

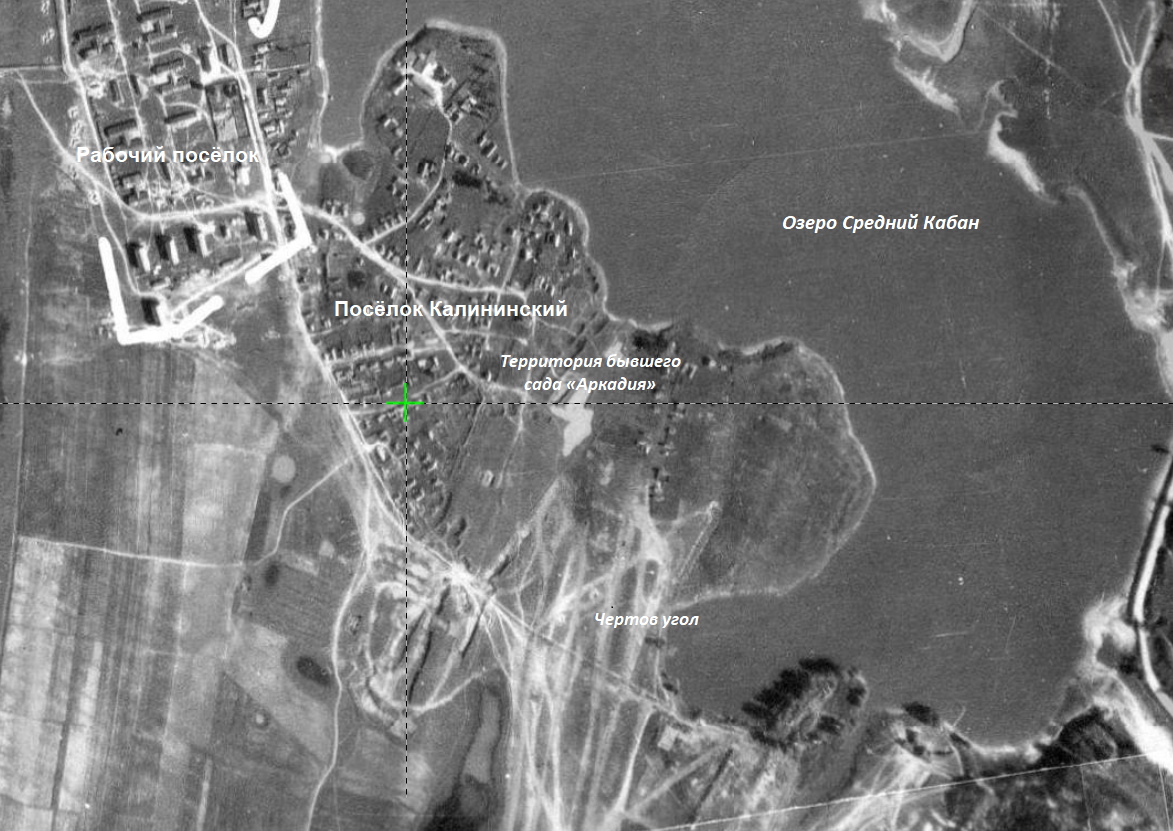
Посёлок Калининский и его окрестности на немецкой аэрофотосъёмке 1942 года

Посёлок Калининский находится в южной части Казани, в Приволжском районе, на юго-западном берегу озера Средний Кабан. Его основная территория расположена между извилистым озёрным побережьем и улицей Авангардной — это историческая часть, где в 1920-е годы появился посёлок. От неё отходит южная часть, которая узким аппендиксом удаляется на расстояние около 600 м до улицы Глазунова. 
На территории посёлка Калининский находятся садоводческие товарищества «Дружба» и «Труженик».

## Название
Посёлок назван в честь Михаила Ивановича Калинина (1875—1946) — российского революционера, советского государственного и партийного деятеля.

## Административно-территориальная принадлежность
До 1927 года посёлок Калининский входил в состав Воскресенской волости Арского кантона Татарской АССР, с 1927 года — в состав Воскресенского сельсовета Казанского района. 
В первой половине 1930-х годов Калининский вошёл в черту Казани, став городским посёлком в составе Сталинского района.
1 апреля 1942 года на части территорий Сталинского и Молотовского районов был создан Свердловский район. Посёлок Калининский был включён в его состав и находился в Свердловском районе вплоть до его упразднения в декабре 1956 года. 
7 декабря 1956 года Свердловский район был присоединён к Сталинскому, после чего укрупнённый район получил новое название — Приволжский. Посёлок Калининский стал частью этого района и с тех пор не менял своей районной принадлежности.

## История

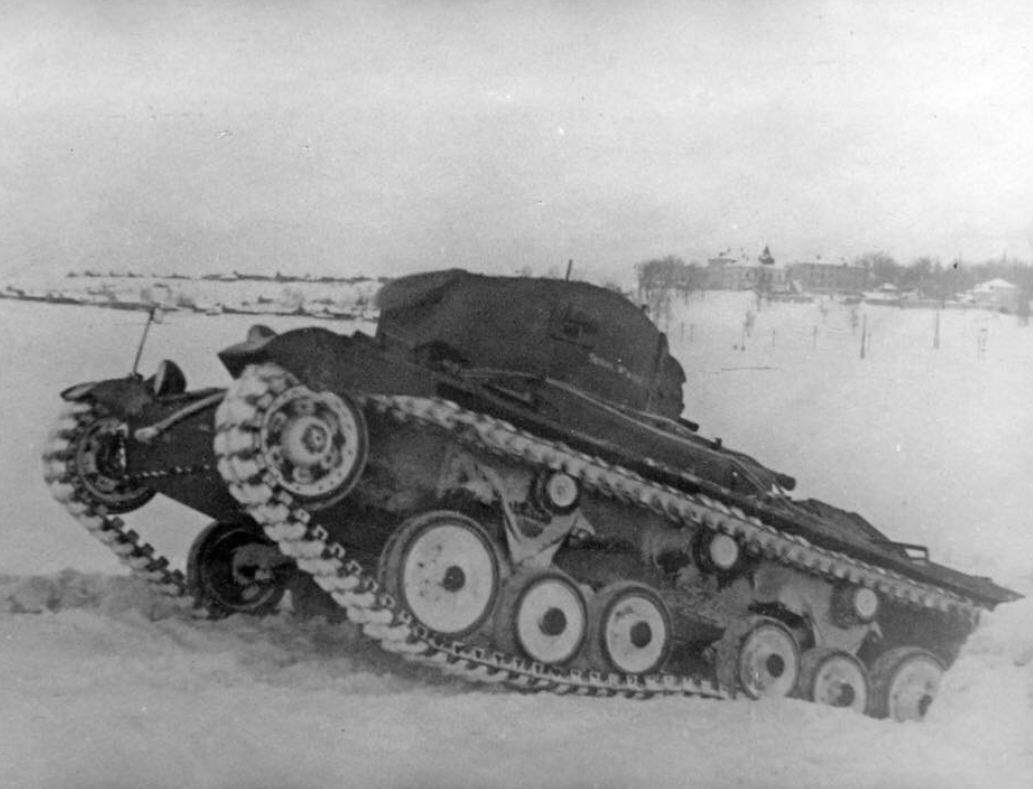
Испытание английского танка «Валентайн» на южном берегу озера Средний Кабан в декабре 1941 года. На заднем плане: справа — Архиерейская дача, слева на возвышенности — посёлок Горки.

Со второй половины 1840-х годов в пригородах Казани начинает развиваться дачная жизнь; в числе прочих мест первые дачи появляются на юго-западном побережье озера Средний (Дальний) Кабан, в местности под названием Чертов угол, которая сейчас является частью посёлка Калининский. Во второй половине XIX века вся прибрежная территория нынешнего посёлка Калининский становится пригородной дачной зоной; здесь наибольшую известность получили дачи Серебрянникова (Серебреникова) у Чертова угла, а также располагавшиеся к северу от них дачи Андреевского. В Чертовом углу в конце 1870-х годов появились первые в этой местности развлекательные заведения — ресторан, кумысолечебница и «прочие места для общественных собраний и увеселений», а на дачах Андреевского в 1895 году был открыт сад «Аркадия» с рестораном, музыкой и другими увеселениями. 
Составитель справочника-путеводителя по городу Казани 1926 года В. А. Успенский дал следующее описание сада «Аркадия» и Чертова угла: 

В 6 верстах от города по левому берегу озера Средний Кабан раскинут сад Аркадия, служивший в прежнее время местом гуляния буржуазии: там был ресторан и открытая сцена. В настоящее время сад Аркадия служит местом отдыха — пикников трудящихся. В нём же с 1923 года устраивается народная Олимпиада — Сабан-Туй. 

Невдалеке от сада Аркадия находится Чертов угол, своей живописностью привлекающий издавна казанцев для загородных поездок. Своё название Чертов угол получил от фамилии владельца этим участком помещика Чертова.— Успенский В. А.
В 1920-е годы около сада «Аркадия» возник небольшой посёлок, названный в честь «всероссийского старосты» Михаила Калинина. В отличие от соседних селений Воскресенское и Борисково, в которых в те годы проживало исключительно русское население, в посёлке Калининский с самого начала население было смешанным — русско-татарским. Например, в 1927 году в нём проживало 62 человека — 33 русских и 29 татар.  
Также в 1920-е годы к северо-западу от посёлка Калининский, вплотную примыкая к его застройке, появился Рабочий посёлок, который административно входил в состав Воскресенского сельсовета; в 1927 году в нём проживало 189 человек.
К 1940-м годам площадь посёлка Калининский увеличилась, его домовладения стали занимать значительную часть пространства бывшей дачной местности (это примерно нынешние улицы Грунтовая, Сормовская, Тюменская). Но территория бывших дач Серебрянникова ещё была свободной от застройки, хотя и лишилась своих древесных насаждений; в послевоенные годы на этом месте возникли садовые товарищества «Дружба» и «Труженик». 
В 1941—1942 годах вблизи посёлка Калининский, на южном берегу озера Средний Кабан проходили испытания английских танков «Валентайн». Здесь в 1930-е — 1940-е годы располагались Казанские курсы усовершенствования военно-технического состава автобронетанковых войск и небольшой полигон. 
В конце 1950-х — 1960-е годы вдоль северо-западной окраины посёлка Калининский (на месте бывшего Рабочего посёлка) были построены многоэтажные жилые дома микрорайона Теплоконтроль, с юго-восточной стороны возникла территория производственного назначения (с 2021 года на этом участке площадью 5,5 га возводится жилой комплекс «Аквамарин»). Сам Калининский увеличился в южном направлении вдоль улиц Авангардной, Магнитогорской и Промысловой почти до границ жилой застройки посёлка Борисково и трамвайного кольца. Впрочем, в 1970-е — 1980-е годы малоэтажная застройка вдоль южного участка улицы Аванградной была ликвидирована, а на её месте в эти и последующие годы возвели несколько многоэтажных жилых домов.

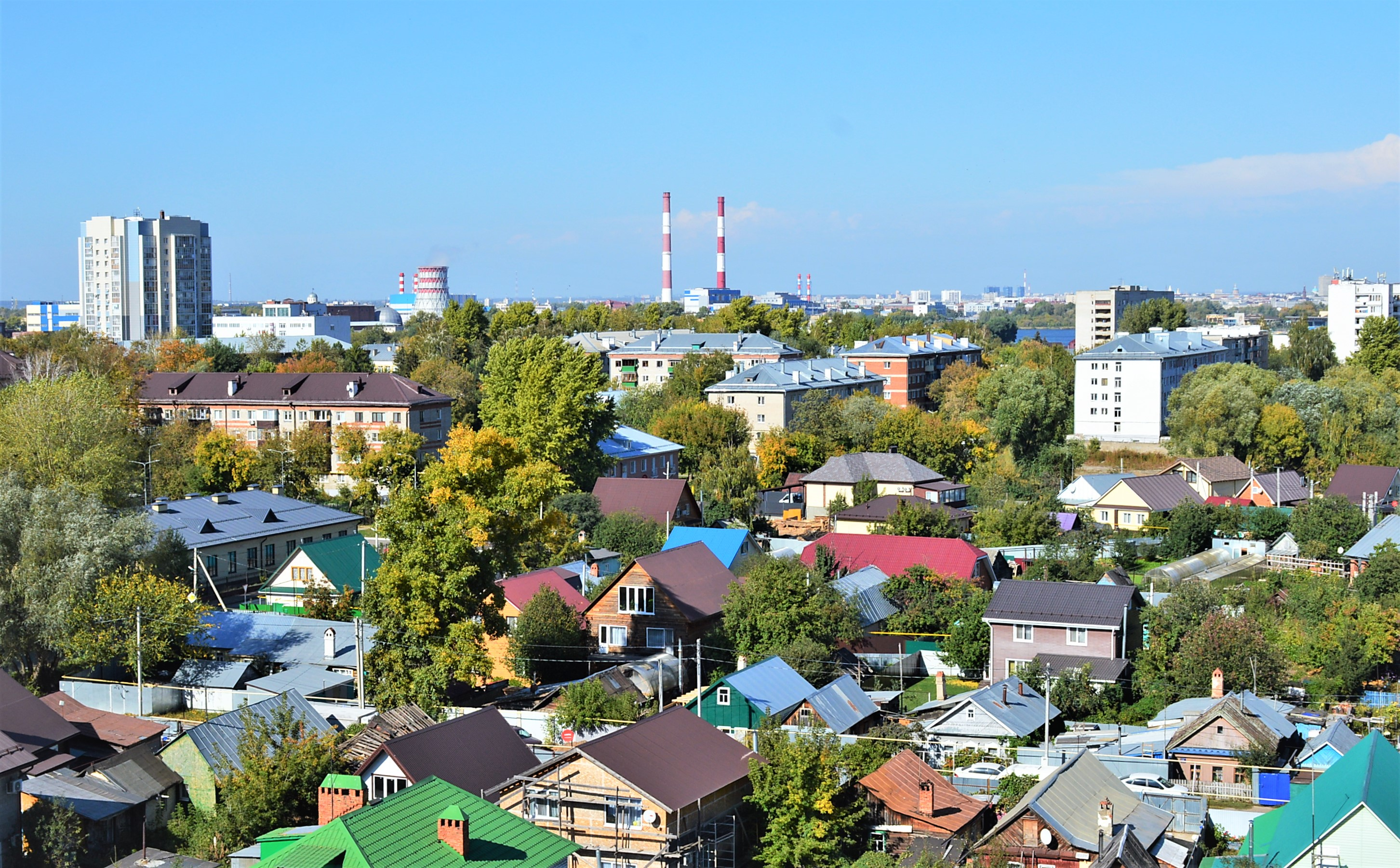
Вид на посёлок Калининский и микрорайон Теплоконтроль
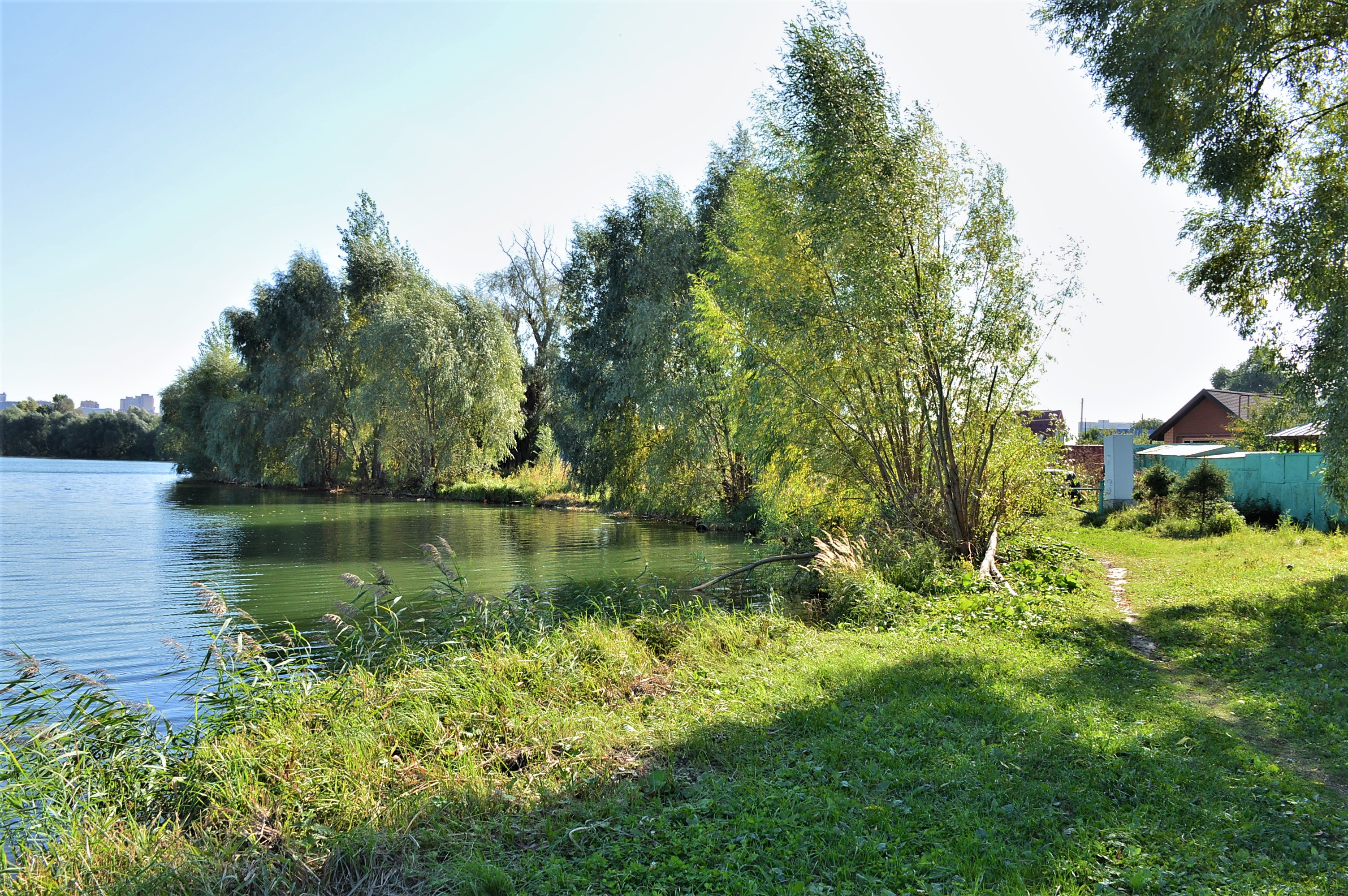
Берег озера Средний Кабан в посёлке Калининский
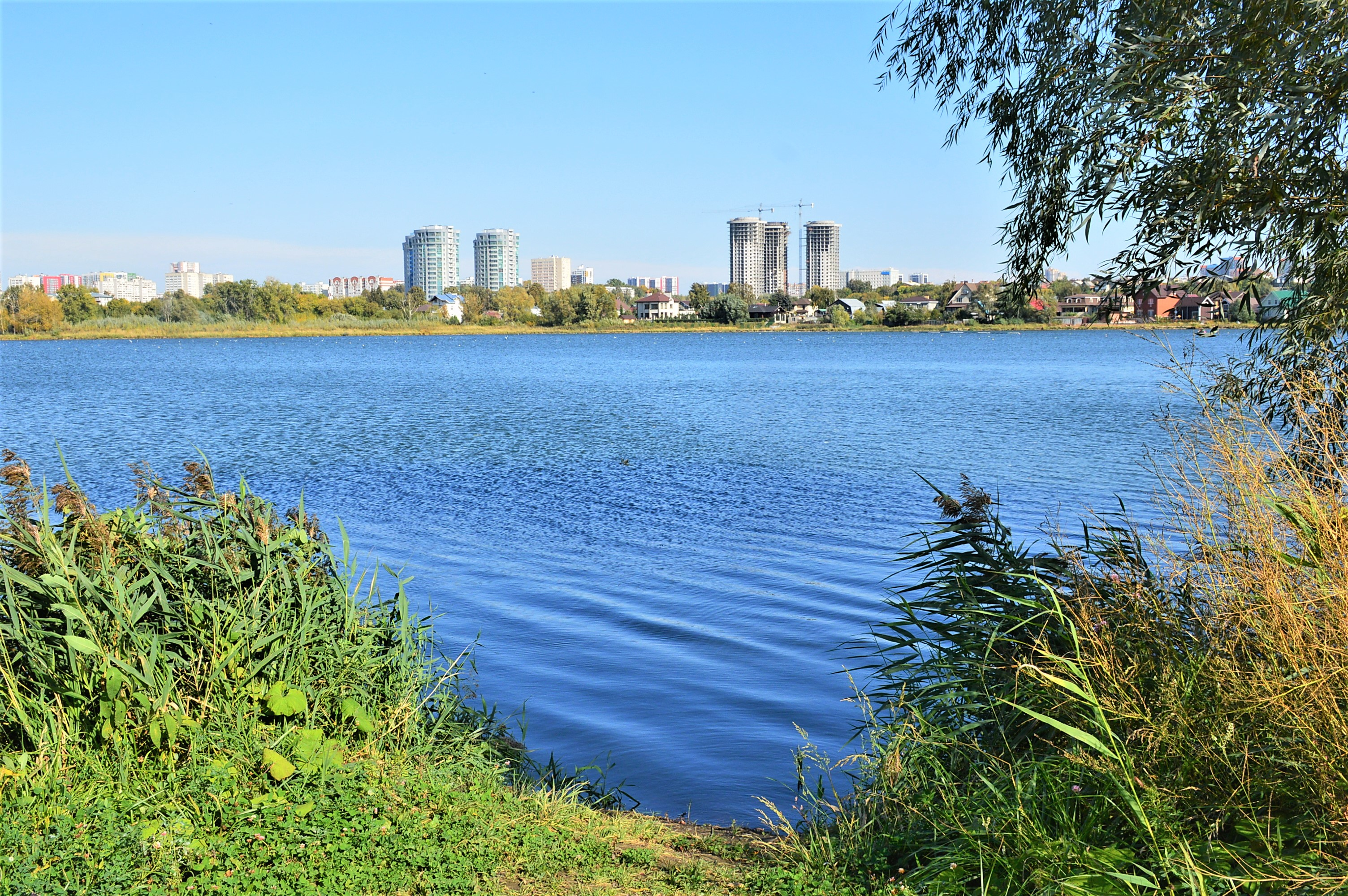
Вид на посёлок Первомайский и высотки на Танковом кольце со стороны посёлка Калининский
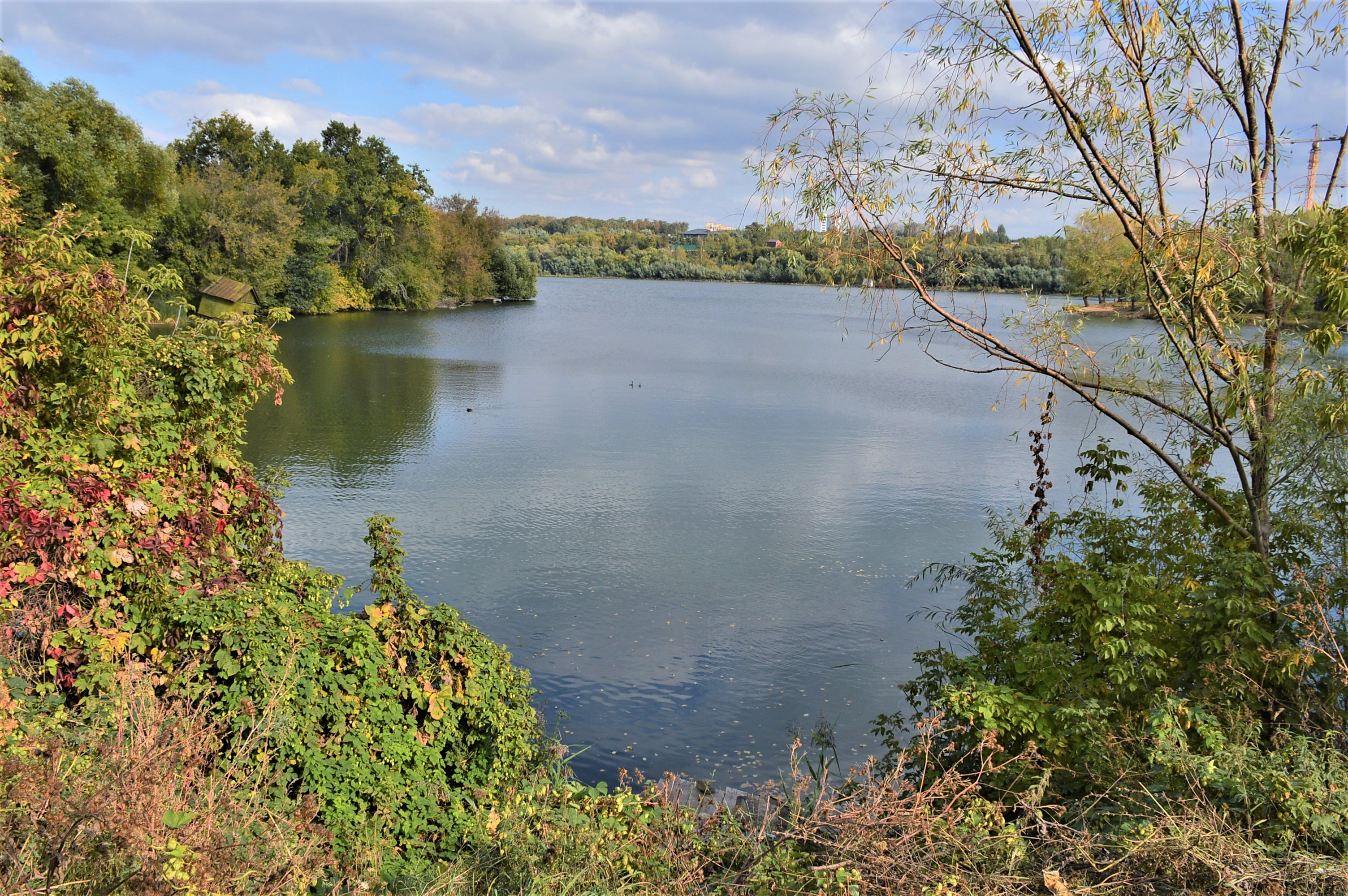
Юго-западная оконечность озера Средний Кабан у Чертова угла
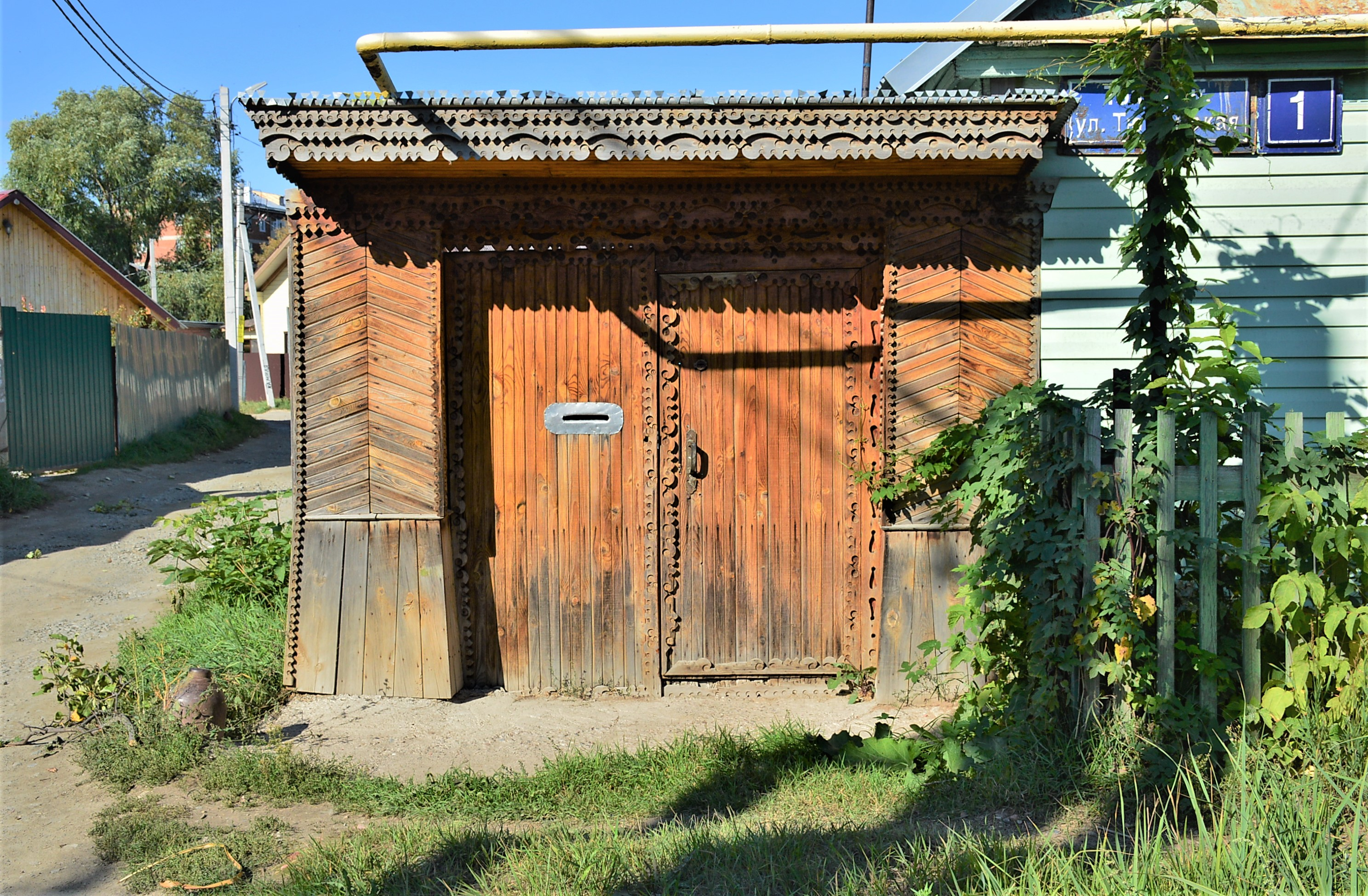
Въездные ворота домовладения: ул. Тюменская, 1

## Уличная сеть
В посёлке Калининский находятся дома с адресацией по 20 улицам, три из которых являются переулками. Кроме того, одна внутрипоселковая улица — Кабанная, и две улицы, проходящие через посёлок — Варганова и Рашита Салахова, вообще не имеют домовладений (по улице, которая на картах значится как Кабанная, расположены домовладения с адресацией по улицам Школьная и Балашовская). Улица Майкопская имеет только одно домовладение. 
Из всех улиц Калининского самой протяжённой является улица Авангардная (2,16 км), но на участке собственно посёлка её длина составляет лишь 230 м. С учётом этого самыми протяжёнными улицами внутри посёлка являются Промысловая (561 м) и Грунтовая (510 м), а самым коротким — Сормовский переулок (54 м). 
| Список улиц посёлка Калининский                                        | Список улиц посёлка Калининский | Список улиц посёлка Калининский        | Список улиц посёлка Калининский                                 | Список улиц посёлка Калининский | Список улиц посёлка Калининский |
| Название улицы                                                         | Фотоизображение                 | Вариант адресной таблички              | Документ, которым утверждено название                           | Прежнее название                | Длина (в метрах)                |
| ---------------------------------------------------------------------- | ------------------------------- | -------------------------------------- | --------------------------------------------------------------- | ------------------------------- | ------------------------------- |
| Авангардная улица                                                      |                                 |                                        | Решение Казанского горисполкома от 3 февраля 1960 года № 35     | Зайни Султанова улица           | 2160                            |
| Авангардный переулок                                                   |                                 |                                        | —                                                               | —                               | 83                              |
| Айни Садретдинова улица (правильное написание — Садриддина Айни улица) |                                 |                                        | —                                                               | —                               | 143                             |
| Ачинская улица                                                         |                                 |                                        | Решение Казанского горисполкома от 9 августа 1962 года № 449    | Чайковского улица               | 460                             |
| Бажова улица                                                           |                                 |                                        | —                                                               | —                               | 225                             |
| Балашовская улица                                                      |                                 |                                        | Решение Казанского горисполкома от 18 февраля 1987 года № 143   | Луговая улица                   | 439                             |
| Варганова улица                                                        |                                 | Нет домов с адресацией по данной улице | —                                                               | —                               | 246                             |
| Глазунова улица                                                        |                                 |                                        | —                                                               | —                               | 651                             |
| Грунтовая улица                                                        |                                 |                                        | Решение Казанского горисполкома от 23 апреля 1958 года № 328    | —                               | 510                             |
| Доватора улица                                                         |                                 |                                        | —                                                               | —                               | 95                              |
| Кабанная улица                                                         |                                 | Нет домов с адресацией по данной улице | —                                                               | —                               | 357                             |
| Магнитогорская улица                                                   |                                 |                                        | Решение Казанского горисполкома от 14 июня 1961 года № 413      | Лагерная правая улица           | 270                             |
| Майкопская улица                                                       |                                 |                                        | Решение Казанской городской думы от 17 мая 2007 года № 20-17    | —                               | 132                             |
| Малая Кабанная улица                                                   |                                 |                                        | Решение Казанского горисполкома от 9 августа 1962 года № 449    | Кабанная улица                  | 131                             |
| Поперечно-Кабанная улица                                               |                                 |                                        | —                                                               | —                               | 98                              |
| Поперечно-Сормовская улица                                             |                                 |                                        | —                                                               | —                               | 138                             |
| Промысловая улица                                                      |                                 |                                        | Решение Казанского горисполкома от 14 июня 1961 года № 413      | Лагерная левая улица            | 561                             |
| Рашита Салахова улица                                                  |                                 | Нет домов с адресацией по данной улице | Постановление Исполкома г. Казани от 22 апреля 2022 года № 1250 | —                               | 840                             |
| Сормовская улица                                                       |                                 |                                        | Решение Казанского горисполкома от 9 августа 1962 года № 449    | Попова улица                    | 433                             |
| Сормовский переулок                                                    |                                 |                                        | —                                                               | —                               | 54                              |
| Тюменская улица                                                        |                                 |                                        | Решение Казанского горисполкома от 14 июня 1961 года № 413      | Чехова улица                    | 384                             |
| Тюменский переулок                                                     |                                 |                                        | —                                                               | —                               | 120                             |
| Школьная улица                                                         |                                 |                                        | —                                                               | —                               | 167                             |

### Уличные топонимы (годонимы) посёлка Калининский
Из 23 улиц посёлка Калининский названия 12 образованы от географических объектов: из них три названы в честь озёр Кабан (Кабанная, Поперечно-Кабанная и Малая Кабанная), пять улиц и один переулок — в честь городов России (Ачинск, Балашов, Магнитогорск, Майкоп, Тюмень), две улицы и один переулок — в честь бывшего города, а ныне одного из районов Нижнего Новгорода Сормово, известного своими революционными традициями.
Шесть улиц названы в честь различных деятелей — писателей Павла Бажова (1879—1950) и Садриддина Айни (1878—1954) (последняя с ошибкой в написании имени — как улица Айни Садретдинова), композитора Александра Глазунова (1865—1936), советского военачальника, Героя Советского Союза Льва Доватора (1903—1941), бывшего председателя Арбитражного суда Республики Татарстан Рашита Салахова (1941—2021). Но в отношении личности Варганова, в честь которого названа одна из улиц посёлка Калининский, ясности нет (авторы известного справочника «Казанских улиц имена» также не дают информации по этому вопросу).   
Из четырёх оставшихся улиц названия двух (Авангардная улица и Авангардный переулок) несут в себе идеологический оттенок советского периода — названы в честь авангарда (передовой части) советского общества, то есть в честь коммунистов и пролетариата. В названиях остальных двух улиц отражены хозяйственная деятельность (Промысловая) и характер покрытия улицы (Грунтовая).

## Прочие объекты
- Бывшее общежитие пивоваренного завода «Красный Восток» (ул. Промысловая, 5)[39].

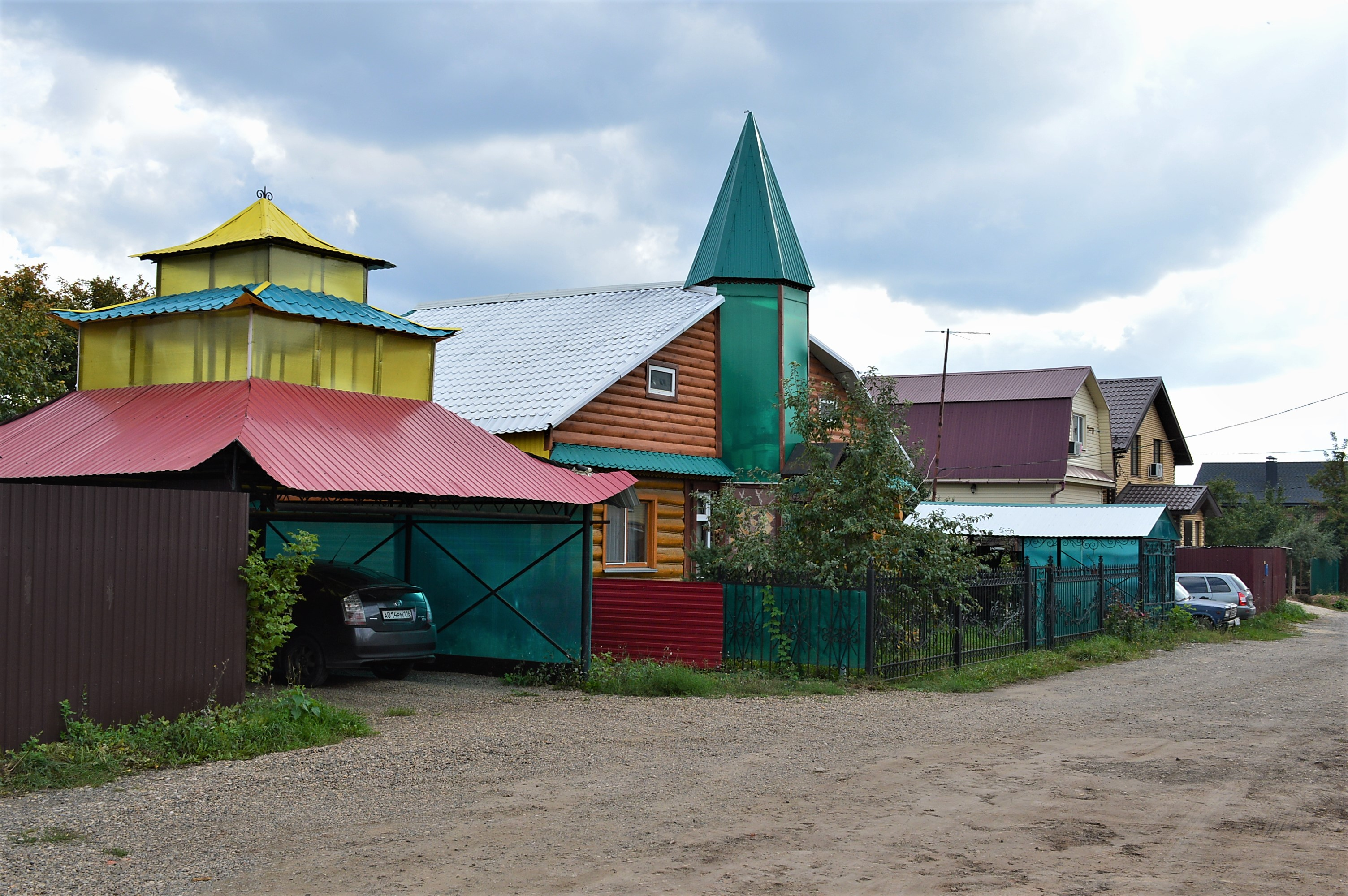
Жилой дом на ул. Глазунова
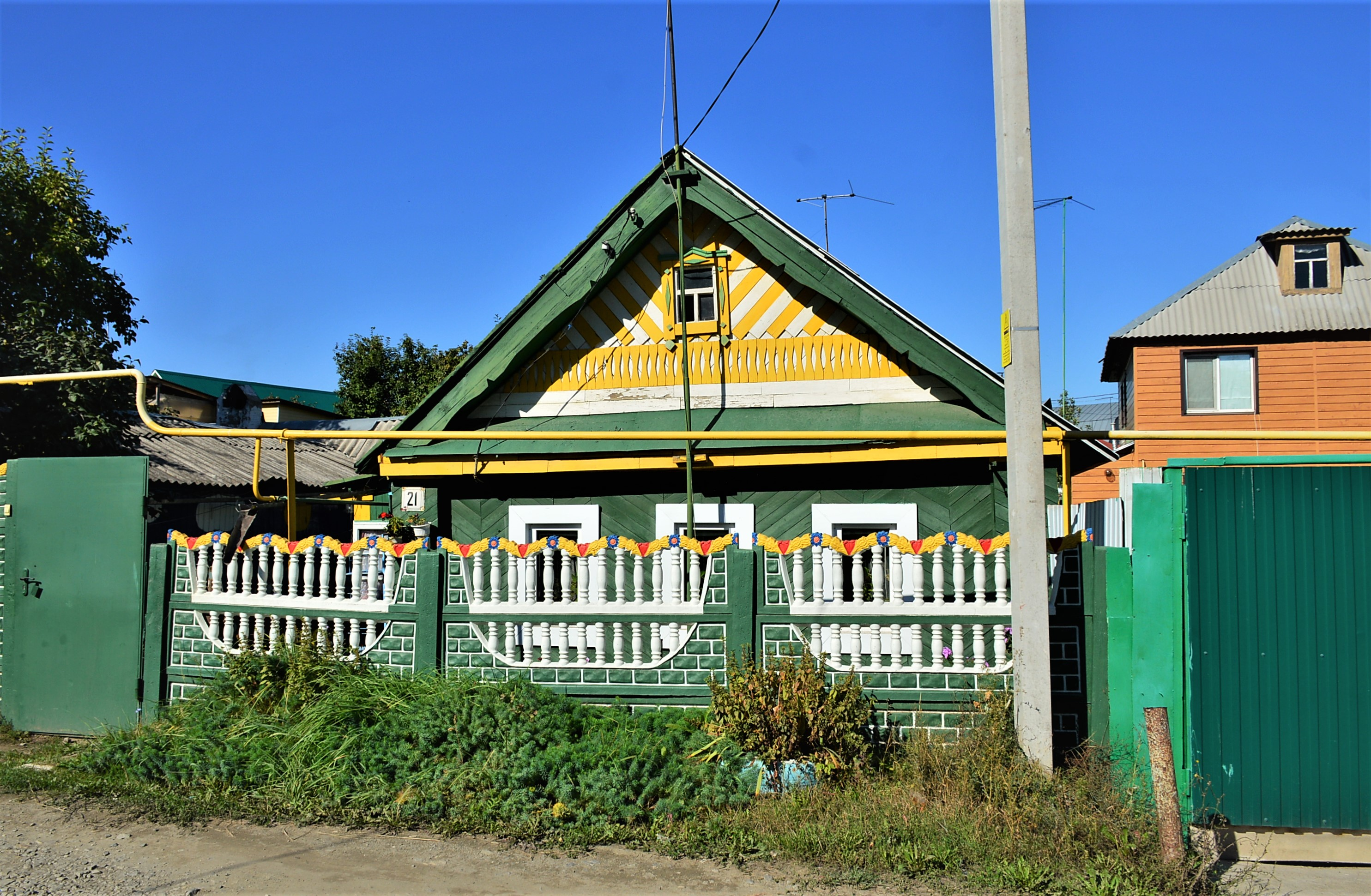
Жилой дом: ул. Грунтовая, 21
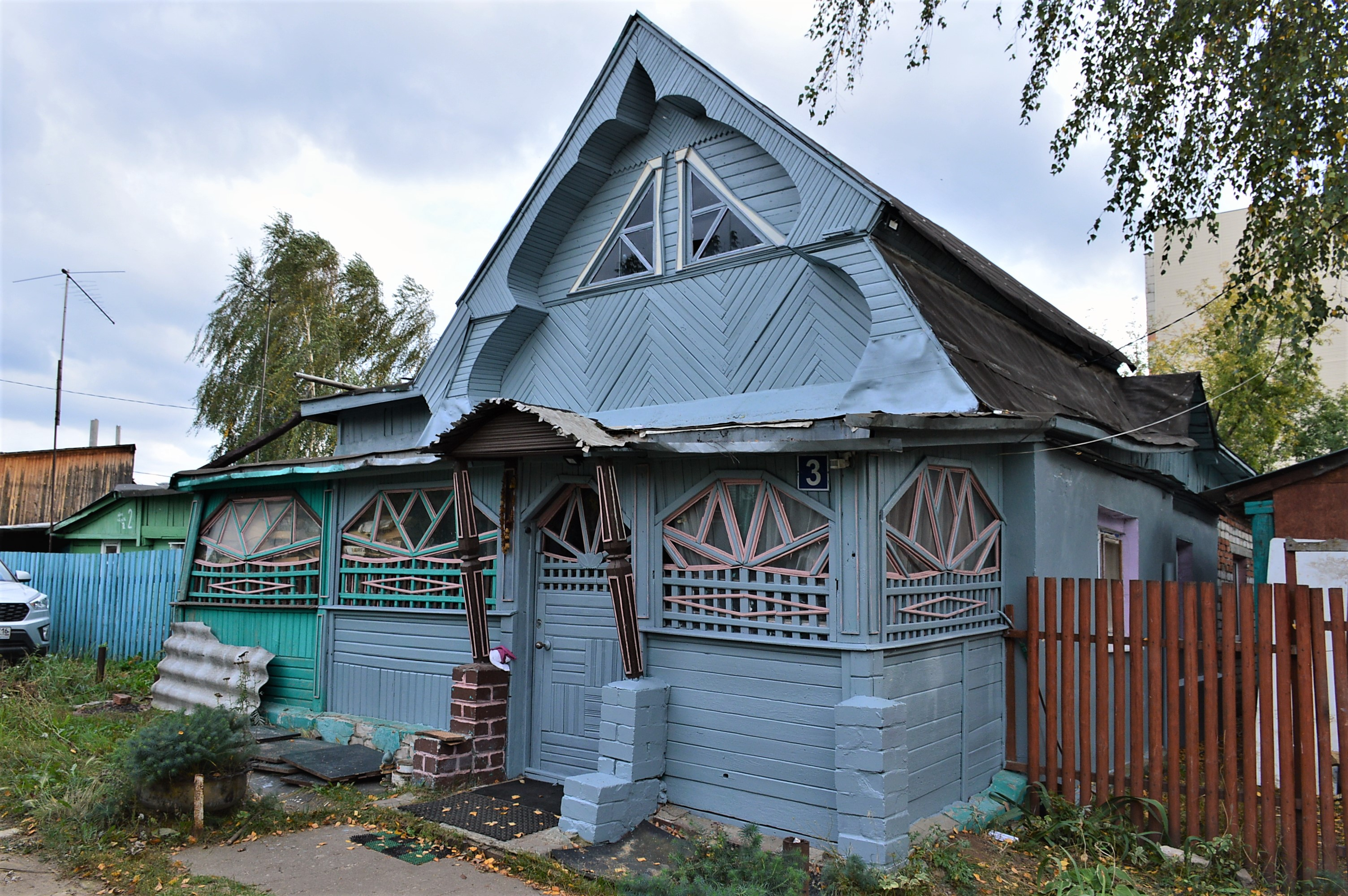
Жилой дом: ул. Доватора, 3
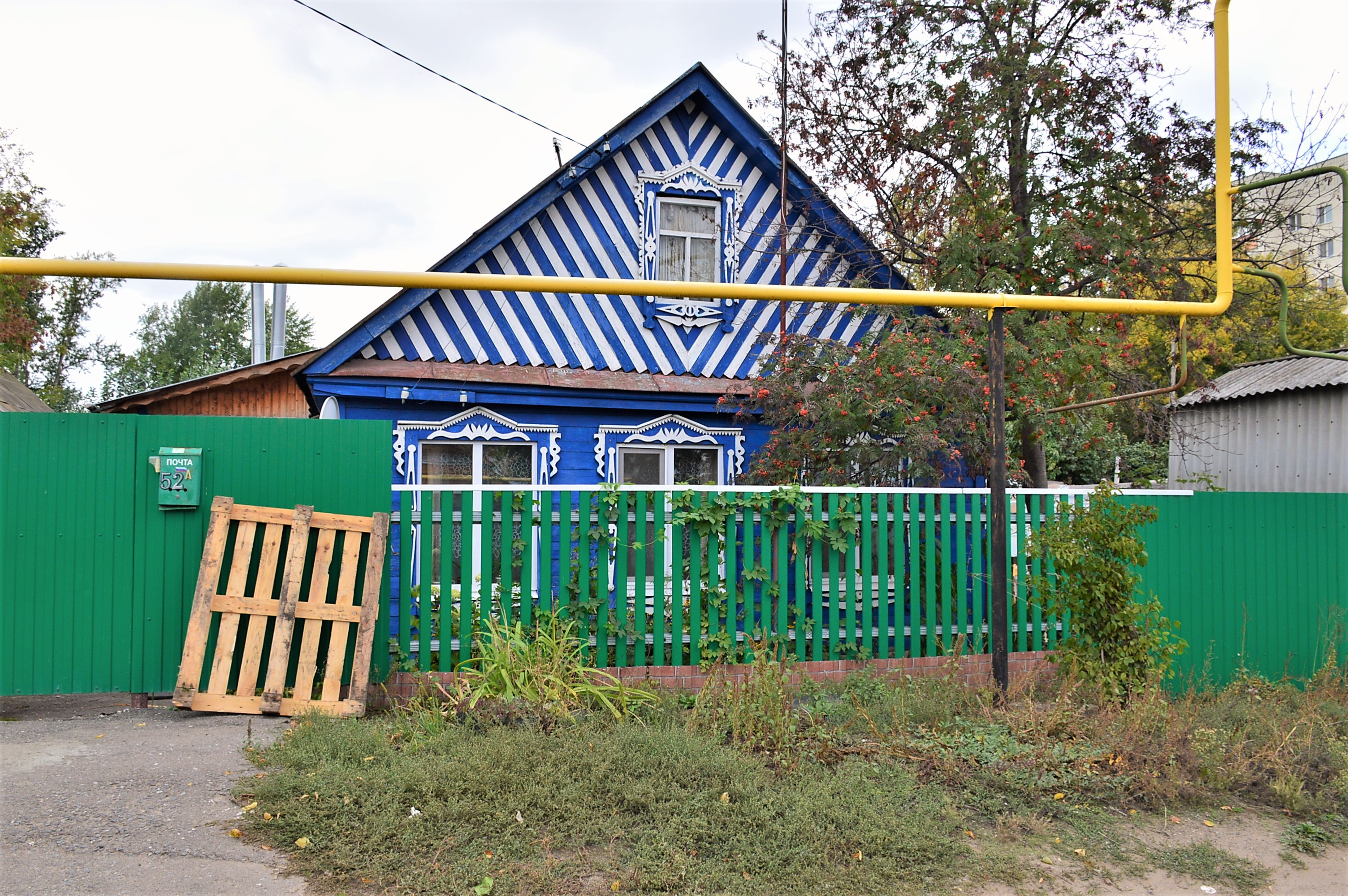
Жилой дом: ул. Промысловая, 52А
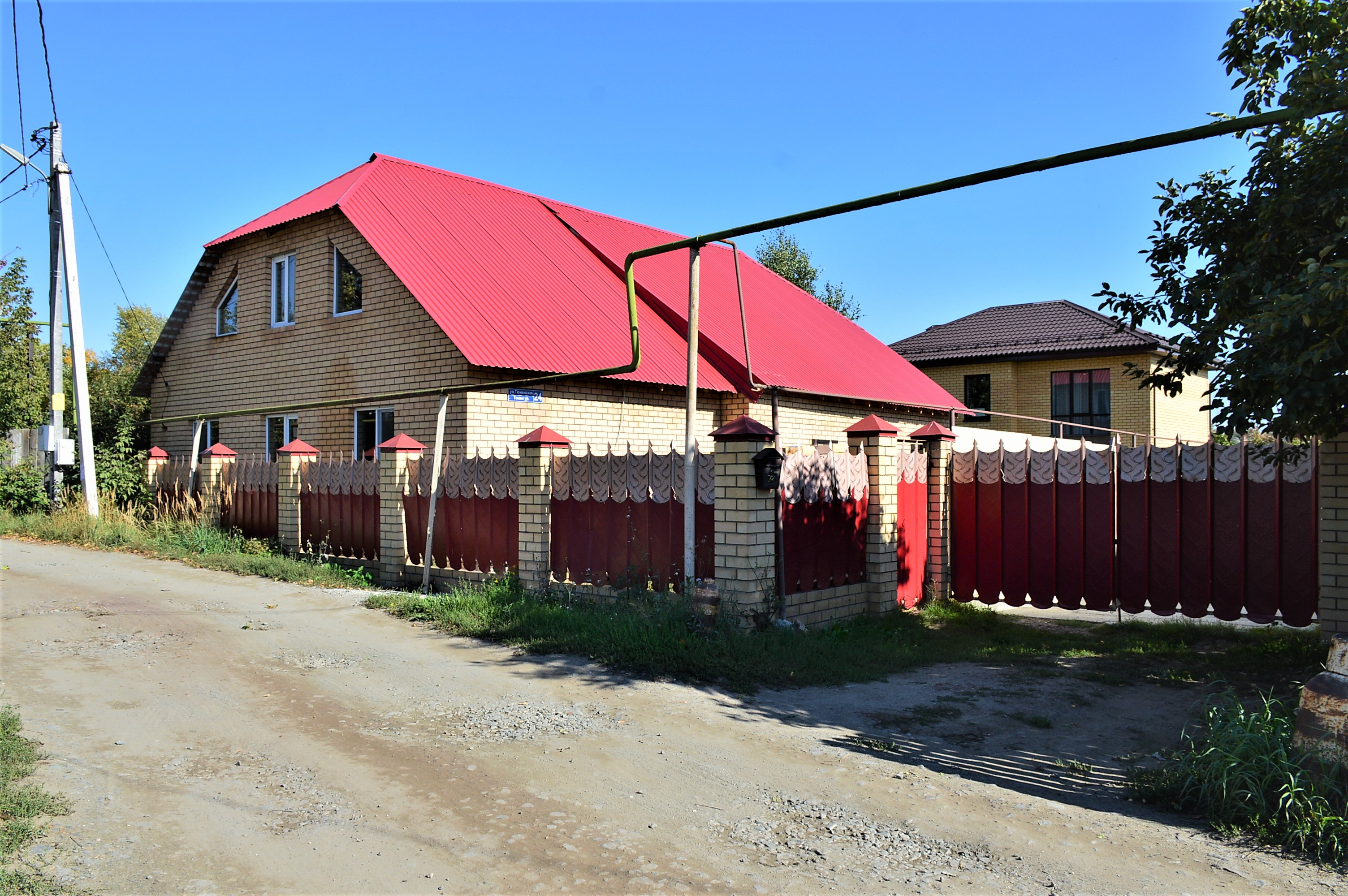
Жилой дом: ул. Тюменская, 24